# 2014
2014 (MMXIV) година е обикновена година, започваща в сряда според Григорианския календар.
ООН обявява 2014 за година на семейното фермерство, на малките островни развиващи се държави и на кристалографията.
Съответства на:
- 1463 година по Арменския календар
- 7522 година по Прабългарския календар
- 6765 година по Асирийския календар
- 2965 година по Берберския календар
- 1376 година по Бирманския календар
- 2558 година по Будисткия календар
- 5774 – 5775 година по Еврейския календар
- 2006 – 2007 година по Етиопския календар
- 1392 – 1393 година по Иранския календар
- 1435 – 1436 година по Ислямския календар
- 4710 – 4711 година по Китайския календар
- 1730 – 1731 година по Коптския календар
- 4347 година по Корейския календар
- 2767 години от основаването на Рим
- 2557 година по Тайландския слънчев календар
- 103 година по Чучхе календара

## Събития

### Януари
- 1 януари – Латвия приема еврото и става 18-а страна част от Еврозоната.[3]
- 13 януари – Церемония по награждаване за Златната топка в Цюрих, Швейцария.

### Февруари
- 7–23 февруари – провеждат се XXII зимни олимпийски игри в Сочи, Русия.
- 17 февруари – Самолетът при полет 702 на „Етиопиън Еърлайнс“ е отвлечен над Судан от помощник пилота Хайлемедхин Абера Тегегн и е приземен в Женева, Швейцария във връзка с искане на политическо убежище за себе си.

### Март
- 2 март – Осемдесет и шестата церемония по връчване на филмовите награди „Оскар“
- 8 март – Самолетът при полет 370 на „Малайзия Еърлайнс“ изчезва мистериозно по време на полет до Пекин
- 16 март – Провежда се референдум за отцепването на Крим от Украйна
- 30 март – местни избори в Турция

### Април
- 8 април – Windows XP приключва поддръжката си

### Май
- 22 май – 25 май— Избори за Европейски парламент
- 24 май г. – Провежда се Финала на Шампионската лига за сезон 2013/2014. Срещата е в Лисабон между отборите на Реал Мадрид и Атлетико Мадрид. За първи път на финал са два отбора от един и същи град. Победител след продължения е Реал Мадрид с резултат 4:1 (резултата в редовното време е 1:1). Това е рекордната 10-а титла за отбора на белите лебеди.
- 25 май – се провеждат 3-те подред Избори за Европейски парламент в България

### Юни
- 19 – 20 юни – големи наводнения в Северна, Североизточна и Източна България. В кв. Аспарухово (гр. Варна) обилните валежи причиняват огромни щети и отнемат живота на няколко души. Загинали има и в гр. Добрич.

- 12 юни–13 юли – ще се проведе Световно първенство по футбол в Бразилия.
- 23 юли – Самолетът при полет 222 на „ТрансЕйжа Еъруейс“ се разбива близо до летище Магонг, Хуси, Пенху, Тайван, умират 48 от 58 души на борда.
- 24 юли – Самолетът при полет 5017 на „Еър Алжери“ губи връзка с авиодиспечерите 50 минути след излитане. Самолетът пътува между Уагадугу, Буркина Фасо и Алжир, Алжир. Останките по-късно са открити в Мали. Всички 116 души на борда загиват.

### Август
- 10 август – президентски избори в Турция
- 16-28 август – В Нанкин, Китай се проведоха II Летни младежки олимпийски игри.

### Септември
- 18 септември – В Шотландия се проведе референдум за независимост с 55,3% – не и 44,7% да

### Октомври
- 5 октомври – Предсрочни парламентарни избори в България.

### Ноември
- 9 ноември – В Каталония провежда референдум за независимост.

### Декември
- 28 декември – Самолетът при полет 8501 на „Индонезия ЕърЕйжа“ се разбива в протока Каримата на път от Сурабая за Сингапур и убива всички 162 души на борда.

## Предстоящи събития

### Декември
- 31 декември – Планирано е официалното оттегляне на американските и британските войски от Афганистан.

## Починали

### Януари
- 5 януари
  - Еузебио, португалски футболист (* 1942 г.)
  - Алма Муриел, мексиканска актриса (* 1951 г.)
- 8 януари – Людмил Павлов, български журналист и юрист (* 1921 г.)
- 9 януари – Дейл Мортенсен, американски икономист, носител на Нобелова награда (* 1939 г.)
- 10 януари
  - Георги Найденов, български певец член на Тоника (* 1949 г.)
  - Николай Жишев, български политик (* 1926 г.)
  - Збигнев Меснер, 9-и министър-председател на Полската народна република (* 1929 г.)
- 11 януари
  - Ариел Шарон, министър-председател на Израел (* 1928 г.)
  - Вугар Гашимов, азербайджански шахматист (* 1986 г.)
- 12 януари – Николай Сомлев, кмет на Пловдив (* 1946 г.)
- 14 януари – Хуан Хелман, аржентински поет (* 1930 г.)
- 15 януари – Роджър Лойд-Пак, английски актьор (* 1944 г.)
- 17 януари – Лиляна Кисьова, българска оперетна актриса (* 1928 г.)
- 18 януари – Дойно Дойнов, български историк (* 1929 г.)
- 20 януари
  - Ненко Токмакчиев, български художник (* 1931 г.)
  - Клаудио Абадо, италиански диригент (* 1933 г.)
- 21 януари – Георги Славков, български футболист (* 1958 г.)
- 26 януари – Хосе Емилио Пачеко, мексикански поет (* 1939 г.)
- 27 януари – Пит Сийгър, американски певец (* 1919 г.)
- 31 януари – Миклош Янчо, унгарски режисьор (* 1921 г.)

### Февруари
- 1 февруари
  - Максимилиан Шел, австро-швейцарски артист, режисьор и продуцент (* 1930 г.)
  - Стефан Божков, български футболист и треньор (* 1923 г.)
  - Луис Арагонес, испански футболист и треньор (* 1938 г.)
  - Василий Петров, съветски маршал (* 1917 г.)
- 2 февруари – Филип Хофман, американски актьор (* 1967 г.)
- 5 февруари – Робърт Дал, американски политолог (* 1915 г.)
- 10 февруари – Шърли Темпъл, американска актриса (* 1928 г.)
- 12 февруари
  - Николай Василев, български философ и политик (* 1946 г.)
  - Георги Даскалов, български историк (* 1942 г.)
- 15 февруари – Еньо Вълчев, български борец (* 1936 г.)
- 16 февруари
  - Уве Бергер, немски поет (* 1928 г.)
  - Димитър Дражев, български скиор (* 1924 г.)
- 18 февруари
  - Димчо Михалевски, български политик (* 1965 г.)
  - Спас Райкин, български историк (* 1922 г.)
- 19 февруари
  - Валерий Кубасов, съветски космонавт (* 1935 г.)
  - Дейл Гарднър, американски астронавт (* 1948 г.)
- 21 февруари
  - Джоко Росич, български актьор (* 1932 г.)
  - Веселин Бранев, български сценарист, режисьор и писател (* 1932 г.)
- 24 февруари – Харолд Реймис, американски актьор, режисьор и сценарист (* 1944 г.)
- 25 февруари – Пако де Лусия, испански китарист и композитор (* 1947 г.)

### Март
- 1 март – Ален Рене, френски режисьор (* 1922 г.)
- 2 март – Ригор Барадулин, беларуски поет, есеист и преводач (* 1935 г.)
- 4 март – Уилям Поуг, американски астронавт (* 1930 г.)
- 7 март – Мирослав Миронов, български футболист и треньор (* 1963 г.)
- 8 март
  - Виктор Шемтов, израелски политик (* 1915 г.)
  - Лари Скот, американски културист (* 1938 г.)
- 9 март – Валентин Фъртунов, български писател и журналист (* 1957 г.)
- 12 март
  - Здравко Чолаков, български литературен историк и критик (* 1941 г.)
  - Вера Хитилова, чешка режисьорка (* 1929 г.)
- 15 март – Юрген Курбюн, германски футболист (* 1940 г.)
- 18 март – Лусиъс Шепърд, американски писател (* 1947 г.)
- 21 март
  - Кирил Пандов, български футболист (* 1928 г.)
  - Джеймс Ребхорн, американски актьор (* 1948 г.)
- 23 март – Адолфо Суарес, министър-председател на Испания (* 1932 г.)

### Април
- 1 април – Жак Льо Гоф, френски историк (* 1924 г.)
- 2 април – Урс Видмер, швейцарски писател (* 1938 г.)
- 6 април – Мики Руни, американски актьор (* 1920 г.)
- 8 април – Атанас Николов, български политик (* 1923 г.)
- 12 април – Борис Карадимчев, български композитор и преподавател (* 1933 г.)
- 15 април – Джон Хуболт, американски инженер (* 1919 г.)
- 16 април – Уве Бергер, германски писател (* 1928 г.)
- 17 април – Габриел Гарсия Маркес, колумбийски писател, Нобелов лауреат през 1982 г. (* 1927 г.)
- 24 април – Тадеуш Ружевич, полски писател (* 1921 г.)
- 25 април – Тито Виланова, испански футболист и треньор (* 1968 г.)
- 29 април – Боб Хоскинс, британски актьор (* 1942 г.)
- 29 април – Ивета Бартошова, чешка певица (* 1966 г.)

### Май
- 2 май – Ефрем Зимбалист младши, американски актьор (* 1918 г.)
- 3 май
  - Гери Бекър, американски икономист, носител на Нобелова награда (* 1930 г.)
  - Ика Стоянова, българска народна певица (* 1922 г.)
- 4 май – Ал Пийс, канадски пилот от Формула 1 (* 1921 г.)
- 6 май – Бил Дана, американски летец (* 1930 г.)
- 8 май – Ангел Калбуров, български футболист (* 1955 г.)
- 15 май – Жан-Люк Деан, министър-председател на Белгия (* 1940 г.)
- 16 май
  - Никола Гюзелев, български оперен певец (* 1936 г.)
  - Алън Фолсъм, американски писател (* 1941 г.)
- 17 май – Джералд Еделман, американски биохимик и имунолог, носител на Нобелова награда (* 1929 г.)
- 18 май
  - Добрица Чосич, сръбски писател, президент на Югославия (* 1921 г.)
  - Убо Окелс, холандски физик и астронавт (* 1946 г.)
- 19 май
  - Джак Брабам, австралийски автомобилен състезател (* 1926 г.)
  - Венцеслав Кисьов, български актьор (* 1946 г.)
- 25 май – Войчех Ярузелски, полски генерал и политик (* 1923 г.)
- 27 май – Станка Пенчева, българска поетеса (* 1929 г.)
- 28 май
  - Малкълм Глейзър, американски бизнесмен и собственик на Манчестър Юнайтед (* 1928 г.)
  - Мая Анджелоу, американска поетеса и писателка (* 1928 г.)
- 31 май – Таня Масалитинова, българска актриса (* 1921 г.)

### Юни
- 1 юни – Валентин Манкин, украински яхтсмен, трикратен олимпийски шампион (* 1938 г.)
- 2 юни
  - София Иванова, българска оперна певица (* 1949 г.)
  - Александър Шулгин, американски химик и фармаколог (* 1925 г.)
- 7 юни – Фернандао – бразилски футболист (* 1978 г.)
- 11 юни – Рафаел Фрюбек де Бургос, испански диригент и композитор (* 1933 г.)
- 13 юни – Гюла Грошич, унгарски вратар (* 1926 г.)
- 14 юни – Сам Кели, британски телевизионен и филмов актьор (* 1943 г.)
- 18 юни
  - Лили Вермут, българска художничка (* 1924 г.)
  - Хоръс Силвър, американски джаз пианист и композитор (* 1928 г.)
- 21 юни – Владислав Икономов, български режисьор и сценарист (* 1938 г.)
- 24 юни – Илай Уолък, американски актьор (* 1915 г.)
- 30 юни
  - Джани Ланча, италиански предприемач и автомобилен състезател (* 1924 г.)
  - Боб Хейстингс, американски актьор (* 1925 г.)
  - Желко Щуранович, черногорски политик (* 1960 г.)

### Юли
- 7 юли 
  - Алфредо ди Стефано, бивш аржентински, колумбийски и испански футболист (* 1926 г.)
  - Едуард Шеварднадзе, съветски и грузински дипломат и политик (* 1928 г.)
- 13 юли – Надин Гордимър, южноафриканска писателка и нобелист (* 1923 г.)
- 16 юли – Джони Уинтър, американски музикант (* 1944 г.)
- 17 юли – Хенри Хартсфийлд, американски астронавт (* 1933 г.)
- 19 юли
  - Джеймс Гарнър, американски актьор (* 1928 г.)
  - Скай Маккоул Бартусяк, американска актриса (* 1992 г.)
- 25 юли – Бел Кауфман, руско-американска професорка и писателка (* 1911 г.)
- 31 юли – Кирил Василев, български философ, историк и академик (* 1918 г.)

### Август
- 1 август – Майкъл Джонс, американски певец (* 1978 г.)
- 2 август – Били Лец, американска писателка (* 1938 г.)
- 11 август – Робин Уилямс, американски актьор и комик (* 1951 г.)
- 12 август – Лорън Бекол, американска актриса и манекен (* 1924 г.)
- 21 август – Стивън Нейгел, американски тест пилот и астронавт (* 1946 г.)
- 24 август – Ричард Атънбъро, британски режисьор и актьор (* 1923 г.)
- 27 август – Валери Петров, български поет, сценарист, драматург и преводач (* 1920 г.)
- 29 август – Бьорн Валдегорд, шведски автомобилен състезател (* 1943 г.)

### Септември
- 4 септември – Донатас Банионис, литовски актьор и режисьор (* 1924 г.)
- 5 септември – Симон Батъл, американска певица и актриса (* 1989 г.)
- 20 септември – Анатолий Березовой, съветски космонавт (* 1942 г.)
- 21 септември – Жени Божилова-Хайтова, българска преводачка (* 1928 г.)

### Октомври
- 4 октомври – Фьодор Черенков, съветски и руски футболист (* 1959 г.)
- 5 октомври – Андреа де Чезарис, италиански пилот от Формула 1 (* 1959 г.)
- 7 октомври – Зигфрид Ленц, германски писател (* 1926 г.)
- 9 октомври – Мат Коел, американски неонацист (* 1935 г.)
- 16 октомври – Йоанис Хараламбопулос, гръцки политик (* 1919 г.)
- 17 октомври
  - Масару Емото, японски писател (* 1943 г.)
  - Енчо Халачев, български режисьор и педагог (* 1929 г.)
- 25 октомври – Джак Брус, шотландски рок музикант (* 1943 г.)
- 28 октомври – Голуей Кинел, американски поет (* 1927 г.)

### Ноември
- 1 ноември – Уейн Статик, американски музикант (* 1965 г.)
- 3 ноември
  - Гордън Тълок, американски икономист (* 1922 г.)
  - Димитър Коклин, български художник-гримьор (* 1938 г.)
- 5 ноември – Манитас де Плата, френски фламенко китарист (* 1921 г.)
- 13 ноември – Каха Бендукидзе, грузински политик (* 1956 г.)
- 16 ноември – Серж Московичи, френски психолог (* 1925 г.)
- 17 ноември – Уили Бъргдорфър, американски учен (* 1925 г.)
- 19 ноември – Майк Никълс, американски режисьор (* 1931 г.)
- 25 ноември – Георги Стоянов-Бигор, български кинодеец, сценарист и режисьор (* 1924 г.)

### Декември
- 1 декември – Георги Янакиев, български състезател по мотокрос, председател на СБА (* 1941 г.)
- 3 декември – Натаниъл Брандън, канадско-американски психотерапевт и писател (* 1930 г.)
- 7 декември – Манго, италиански певец и автор на песни (* 1954 г.)
- 10 декември – Димитър Атанасов, български писател (* 1953 г.)
- 14 декември – Гарабед Томасян, български общественик, кмет на Пловдив (* 1935 г.)
- 15 декември – Игор Исаковски, писател от Република Македония (* 1970 г.)
- 17 декември – Фриц Рудолф Фриз, немски писател (* 1935 г.)
- 18 декември – Вирна Лизи, италианска актриса (* 1936 г.)
- 21 декември – Удо Юргенс, австрийски певец, композитор и пианист (* 1934 г.)
- 22 декември – Джо Кокър, английски певец (* 1944 г.)
- 23 декември
  - Владимир Гиновски, български скулптор (* 1927 г.)
  - Йордан Йосифов, български футболист (* 1932 г.)
- 26 декември – Лео Тиндеманс, белгийски политик (* 1922 г.)
- 27 декември – Томаж Шаламун, словенски поет (* 1941 г.)
- 30 декември – Луис Рейнър, германска актриса, носителка на Оскар за най-добра женска роля на 1936 и 1937 г. (* 1910 г.)

## Нобелови лауреати
- Икономика – Жан Тирол
- Литература – Патрик Модиано
- Медицина – Джон О'Кийф, Май-Брит Мозер и Едвард Мозер
- Мир – Кайлаш Сатяртхи и Малала Юсафзай
- Физика – Исаму Акасаки, Хироши Амано и Шуджи Накамура
- Химия – Ерик Бециг, Щефан Хел и Уилям Мьорнър